# Карадаш, Азар
Азар Карадаш (норв. и тур. Azar Karadaş; род. 9 августа 1981, Нурфьордэйд, Согн-ог-Фьюране) — норвежский футболист, игравший на позиции защитника и нападающего; тренер. Выступал за сборную Норвегии.

## Биография

### Клубная карьера
Свой первый профессиональный контракт подписал в 1999 году с клубом «Бранн». В дебютном сезоне провёл за команду только 6 матчей в чемпионате Норвегии, но позже стал основным игроком в команде. В 2002 году перешёл в «Русенборг», где также являлся игроком основы и за два полноценных сезона в команде дважды выиграл чемпионат страны.
Летом 2004 года Карадаш подписал контракт с португальской «Бенфикой». В составе «Бенфики» игрок провёл один сезон и помог команде впервые за 11 лет выиграть национальный чемпионат, а также принимал участие в розыгрыше Кубка УЕФА, в котором команда остановилась на стадии 1/16 финала, уступив московскому ЦСКА. Хотя контракт футболиста с «Бенфикой» был рассчитан на четыре года, в дальнейшем он больше не играл за португальский клуб. Сезон 2005/06 Карадаш провёл в аренде в клубе английской Премьер-лиги «Портсмут», а сезон 2006/07 в клубе второй немецкой Бундеслиги «Кайзерслаутерн». В 2007 году окончательно покинул «Бенфику» и вернулся в «Бранн», с которым в том же сезоне стал чемпионом Норвегии.
В 2009 году Карадаш перешёл в турецкий клуб «Касымпаша». За два сезона в новом клубе он сыграл 22 матча и забил 1 гол в турецкой Суперлиге, а в сезоне 2011/12 выступал с командой в первой лиге Турции, но по итогам сезона клуб вернулся в Суперлигу, став победителем плей-офф. Однако после окончания сезона игрок покинул команду и перешёл в норвежский «Согндал», за который выступал следующие полтора сезона. В 2014 году Карадаш вернулся в «Бранн», где выступал вплоть до окончания карьеры в 2019 году.

### Карьера в сборной
Выступал за юношеские и молодёжную сборную Норвегии. Был капитаном молодёжной сборной. За главную команду страны Карадаш выступал нерегулярно и в период с 2001 по 2008 год сыграл за неё 10 матчей и забил 1 гол.

### Тренерская карьера
После завершения игровой карьеры Карадаш получил должность ассистента тренера в фарм-клубе «Бранн 2».

## Статистика

### Матчи Карадаша за сборную Норвегии
| Матчи Карадаша за сборную Норвегии | Матчи Карадаша за сборную Норвегии | Матчи Карадаша за сборную Норвегии | Матчи Карадаша за сборную Норвегии | Матчи Карадаша за сборную Норвегии | Матчи Карадаша за сборную Норвегии |
| ---------------------------------- | ---------------------------------- | ---------------------------------- | ---------------------------------- | ---------------------------------- | ---------------------------------- |
| №                                  | Дата                               | Соперник                           | Счёт                               | Голы Карадаша                      | Соревнование                       |
| 1                                  | 24 января 2001                     | Республика Корея                   | 3:2                                | —                                  | Товарищеский матч                  |
| 2                                  | 26 января 2003                     | ОАЭ                                | 1:1                                | —                                  | Товарищеский матч                  |
| 3                                  | 28 января 2003                     | Оман                               | 2:1                                | 1                                  | Товарищеский матч                  |
| 4                                  | 16 ноября 2004                     | Австралия                          | 2:2                                | —                                  | Товарищеский матч                  |
| 5                                  | 9 февраля 2005                     | Мальта                             | 3:0                                | —                                  | Товарищеский матч                  |
| 6                                  | 30 марта 2005                      | Молдова                            | 0:0                                | —                                  | Чемпионат мира 2006 (отбор)        |
| 7                                  | 4 июня 2005                        | Италия                             | 0:0                                | —                                  | Чемпионат мира 2006 (отбор)        |
| 8                                  | 8 июня 2005                        | Швеция                             | 3:2                                | —                                  | Товарищеский матч                  |
| 9                                  | 1 марта 2006                       | Сенегал                            | 1:2                                | —                                  | Товарищеский матч                  |
| 10                                 | 28 мая 2008                        | Уругвай                            | 2:2                                | —                                  | Товарищеский матч                  |

Итого: 10 матчей / 1 гол; 4 победы, 5 ничьих, 1 поражение.

## Достижения
«Русенборг»
- Чемпион Норвегии (3): 2002, 2003, 2004
- Обладатель Кубка Норвегии: 2003

«Бенфика»
- Чемпион Португалии: 2004/05

«Бранн»
- Чемпион Норвегии: 2007